# Friedrich Freye (Schiff)
Die Friedrich Freye ist ein deutsches Fahrgastschiff, das zur Weißen Flotte der Betriebe der Stadt Mülheim a. d. Ruhr gehört.

## Geschichte
Das Schiff wurde 1955 auf der Schiffswerft Clausen in Oberwinter gebaut. Laut Günter Benja durfte das Schiff im Jahr 1975 noch 286 Personen befördern. Benja gibt für die Friedrich Freye eine Länge von 26 Metern, eine Breite von 5,23 Metern und einen Tiefgang von 1,08 Metern sowie eine Maschinenleistung von 170 PS an, die eine Geschwindigkeit von 15 km/h ermögliche. Für die Betriebe der Stadt Mülheim a. d. Ruhr fuhren zu Benjas Zeit außer der Friedrich Freye die Motorschiffe Essen, Heinrich Thöne, Mülheim a. d. Ruhr, Oberhausen und Stadt Kettwig. Die letzten drei genannten Schiffe stammten ebenfalls von der Schiffswerft Clausen.
Dieter Schuberts Auskünfte aus dem Jahr 2000 über die Friedrich Freye weichen von denen Benjas kaum ab: Er gibt eine Breite von genau 5,2 Metern und einen Tiefgang von 1,03 Metern an. Im Jahr 2000 durfte das Schiff noch 218 Fahrgäste befördern. Die Stadt Kettwig war damals schon verkauft und als Bleckeder Löwe im Einsatz, die Essen gehörte ebenfalls nicht mehr zur Mülheimer Flotte, ansonsten hatte sich gegenüber 1975 am Schiffsbestand nichts geändert.
Mittlerweile dürfen laut Aufschrift auf dem Schiff noch 200 Personen mit der Friedrich Freye befördert werden.